# Alejandro Albarracín
Alejandro Albarracín Mateos (Jerez de la Frontera, 29 de diciembre de 1982) es un actor español de televisión, cine y teatro.

## Biografía
Albarracín nació en Jerez de la frontera (Provincia de Cádiz). Empezó a interesarse por el mundo de la interpretación gracias a una prima suya que le animó a unirse al grupo de teatro del instituto, donde podía ser “el mismo”. Esto le llevó a apuntarse con 17 años a la Real Escuela Superior de Arte Dramático.

## Filmografía

### Largometrajes
| Año  | Título                | Personaje  | Dirección                                                                           |
| ---- | --------------------- | ---------- | ----------------------------------------------------------------------------------- |
| 2013 | Al final todos mueren | Bruno      | Javier Botet, David Galán Galindo, Roberto Pérez Toledo, Pablo Vara y Javier Fesser |
| 2014 | Respire               | Esteban    | Mélanie Laurent                                                                     |
| 2016 | Diamantino            | Diamantino | Gabriel Abrantes                                                                    |
| 2018 | Mi querida cofradía   | Pablo      | Marta Díaz de Lope Díaz                                                             |

### Televisión
| Año               | Título                         | Personaje                   | Cadena               | Notas         |
| ----------------- | ------------------------------ | --------------------------- | -------------------- | ------------- |
| 2002              | Periodistas                    | Álvaro (joven)              | Telecinco            | 1 episodio    |
| 2006              | Mesa para cinco                | Jaime                       | La Sexta             | 4 episodios   |
| 2006              | Los hombres de Paco            | Perico                      | Antena 3             | 5 episodios   |
| 2006              | Al filo de la ley              | Pastillero                  | La 1                 | 1 episodio    |
| 2007              | Hospital Central               | Borja                       | Telecinco            | 2 episodios   |
| 2007              | Amar en tiempos revueltos      | Yuste                       | La 1                 |               |
| 2007 - 2008       | Rocío, casi madre              | Daniel Rivas                | Canal Sur            | 35 episodios  |
| 2008              | Mi gemela es hija única        |                             | Telecinco            | 3 episodios   |
| 2010              | Hay alguien ahí                | Eloy                        | Cuatro               | 10 episodios  |
| 2010              | La piel azul                   | Luis                        | Antena 3             | 2 episodios   |
| 2010 - 2011       | Gavilanes                      | Frank Reyes                 | Antena 3             | 25 episodios  |
| 2011              | 11-M, para que nadie lo olvide | Víctima                     | Telecinco            | 2 episodios   |
| 2011 - 2014       | Tierra de lobos                | Álvaro                      | Telecinco            | 19 episodios  |
| 2013 - 2014       | Borgia                         | Alfonso Di Calabria         | Canal +              | 17 episodios  |
| 2014 - 2015, 2024 | Amar es para siempre           | Miguel Ayala Robles         | Antena 3             | 266 episodios |
| 2017              | La princesa Paca               | Antonio Machado             | La 1                 | TV Movie      |
| 2018              | Servir y proteger              | Ramón Tejerina              | La 1                 | 4 episodios   |
| 2018 - 2019       | Más de 100 mentiras            | Hugo                        | Flooxer              | 11 episodios  |
| 2019              | Terror y feria                 | Representante               | Flooxer              | 1 episodio    |
| 2020              | Caronte                        | Mario Granados              | Prime Video / Cuatro | 1 episodio    |
| 2021              | El inocente                    | Hugo Navarro                | Netflix              | 3 episodios   |
| 2023 - 2024       | 4 estrellas                    | Andrés Herrero              | La 1                 | 110 episodios |
| 2023 - 2024       | Élite                          | Luis Lorenzo Marín Conejero | Netflix              | 16 episodios  |
| 2025              | Sueños de libertad             | Pelayo Olivares             | Antena 3             | ¿?            |

### Cortometrajes
| Año  | Título                | Personaje   | Dirección                  |
| ---- | --------------------- | ----------- | -------------------------- |
| 2021 | Masculino_32          | Ángel       | Nabil Chabaan              |
| 2018 | Malnacido             | Oscar       | Benja de la Rosa           |
| 2016 | Abuelo                | Pablo       | Borja Muñoz Gallego        |
| 2015 | One step ahead        | Javi        | Caque Trueba y Juan Trueba |
| 2013 | Rotos                 | Reparto     | Roberto Pérez Toledo       |
| 2010 | No existe el adiós    | Tomás "Tom" | Pablo Bullejos             |
| 2008 | Pajaritos             | Reparto     | Roberto Pérez Toledo       |
| 2008 | El palacio de la luna | Reparto     | Ione Hernández             |
| 2008 | Nuestro propio cielo  | Reparto     | Roberto Pérez Toledo       |
| 2005 | Bailad para mí        | Willy       | Roberto Pérez Toledo       |
| 2000 | La crónica            | José        | Salvador Guerra            |

## Teatro
- Tartufo - El impostor. Dir. José Gómez-Friha
- El gol de Alex. Dir. Antonio Hernández Centeno
- Los desvaríos del veraneo. Dir. José Gómez Friha.
- No somos ni Romeo ni Julieta. Dir. José María Ortega
- Grandes y pequeños. Dir. Yolanda Porras
- Ángeles en América. Dir. Mariano Gracia
- Kvetch. Dir. Mariano Gracia
- Auto de las barcas. Dir. Ricardo Pereira
- Zona de choque. Dir. Ricardo Pereira
- Ítaca. Dir. Paco Suárez. Festival de Teatro Clásico de Mérida
- Ellos lo saben, los demás lo notan. Dir. Ricardo Pereira